# ジョン・クランコ・スクール
ジョン・クランコ・スクール（ドイツ語: John Cranko Schule）は、シュトゥットガルトにあるバレエ学校である。シュトゥットガルト・バレエ団の芸術監督を務めたジョン・クランコにより設立された。

## 歴史
クランコは1961年にロイヤル・バレエ団からシュトゥットガルトに移籍し、たちまちのうちにシュトゥットガルト・バレエ団を世界的に有名なバレエ団へと押し上げた。クランコは、若いダンサーがバレエ団との緊密な関係の中で学べるバレエ学校を作ることを構想し、 1971年に本校を設立した。クランコは開校にあたり学校の目標について「私たちのバレエ団が、多様な才能、スタイル、個性で豊かにしてきたコミュニティの感覚を失うことのないように、入学してくる学生を教育し、どのダンサーにも出来うる限りのことを提供するつもりである」と述べた。
1973年に上位2つのクラスが正式にドイツにおける専門学校の資格を与えられて州立バレエアカデミーとなった。これにより、ドイツで初めて初等教育から専門職学位に至るまで、国家認定の学位を取得しながら継続的なダンス教育を受けられるようになった。シュトゥットガルト・バレエ団の国際的な評価が高まるにつれて、その付属校たる本校の人気も高まっていき、世界的に有名なバレエ学校の中に地位を築くようになった。
今日では、ジョン・クランコ・スクールはヴュルテンベルク州立劇場付属バレエ学校（ドイツにおける独立教育機関（Freie Unterrichtsainrichtung）の位置づけ）と州立バレエアカデミー（専門学校）が並立する形となっている。本校の財政面については、バーデン・ヴュルテンベルク州とシュトゥットガルト市が共に責任を有している。
2015年から2020年にかけて、ミュンヘンの建築事務所ブルガー・ルダックスの設計による新棟が建設された。

## 校長
- アンネ・ヴォーリアムス（1971年-1976年）
- ハインツ・クラウス（1976年–1990年）
- アレックス・ウルズリャク（1990年-1997年）
- タデウシュ・マタッチ（1998年-）